# دانکا پودوواچ
دانکا پودوواچ (انگلیسی: Danka Podovac؛ زادهٔ ۲ ژوئیهٔ ۱۹۸۲) بازیکن فوتبال اهل صربستان است.
از باشگاه‌هایی که در آن بازی کرده‌است می‌توان به باشگاه فوتبال فیلکیر، باشگاه ورزشی وستمانایا، و باشگاه فوتبال کفلاویک اشاره کرد.
وی همچنین در تیم ملی فوتبال Serbia بازی کرده‌است.